# Copa kei
Copa kei is een spinnensoort uit de familie van de loopspinnen (Corinnidae). De wetenschappelijke naam van de soort werd in 2013 gepubliceerd door Charles Richard Haddad.
De soort komt voor in Zuid-Afrika.